# 穆太奈比
穆太奈比（阿拉伯语：‎，915年—965年）一译摩泰纳比，原名阿布尔-泰伊伯·阿马德·伊本·胡赛因(阿拉伯语：‎，Abou-t-Tayyib Ahmad ibn al-Husayn) 。，是一位阿拉伯行吟诗人，常被认为是最伟大的阿拉伯语诗人之一。

## 生平
生于今伊拉克库费的一个贫苦家庭。传说因冒充先知鼓动游牧民抗税造反而得“穆太奈比”（意即“假冒先知者”）的称号，被捕入狱。获释后到处流浪，曾得到阿勒颇的统治者赛弗·道莱的赏识，为其服务多年。后因赛弗·道莱听信谗言，穆太奈比逃往埃及。在埃及不得志，返回家乡。后在巴格达附近被人暗杀。